# Tetramorium spinosum

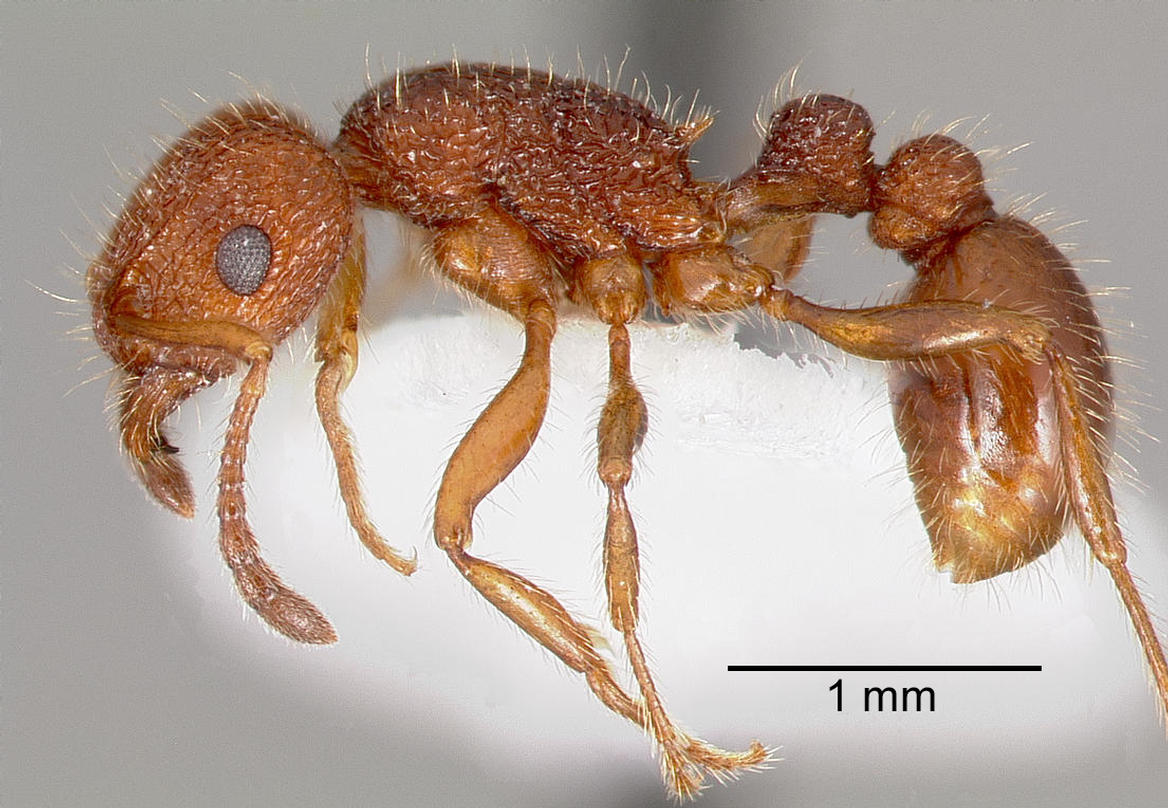

Tetramorium spinosum  (лат.) — вид мелких муравьёв рода Tetramorium из подсемейства Myrmicinae. Северная Америка (Мексика, США). Длина тела от 3,6 до 5,1 мм. Окраска тела красновато-жёлтая или красновато-коричневая. Усики 11-члениковые. Глаза среднего размера, их максимальный диаметр равен или менее 0,25 от ширины головы. Стебелёк между грудкой и брюшком состоит из двух члеников: петиолюса и постпетиолюса (последний четко отделен от брюшка), жало развито.